# Artur Zieliński
Artur Waldemar Zieliński (ur. 27 listopada 1962) – polski samorządowiec, prawnik i menedżer,  w latach 1994–1998 i 2003–2006 burmistrz Kamiennej Góry, w latach 1999–2003 członek zarządu województwa dolnośląskiego I kadencji.

## Życiorys
Ukończył liceum ogólnokształcące w Kamiennej Górze, a w 1990 studia prawnicze na Uniwersytecie Wrocławskim. Był partnerem w biurach doradztwa prawnego i biznesowego, od 2009 do 2010 zasiadał w zarządzie spółki energetycznej ECM Group Polska. Został również mediatorem.
Od 1994 do 1998 pozostawał burmistrzem Kamiennej Góry. Związał się z Unii Wolności, w 2001 kandydował z jej listy do Sejmu. W 1998 i 2002 wybierano go radnym sejmiku dolnośląskiego (z listy UW i Unii Samorządowej). Z dniem 1 stycznia 1999 został powołany na członka zarządu województwa dolnośląskiego, powołano go do kolejnego zarządu funkcjonującego od 28 grudnia 2001. Zakończył pełnienie funkcji wraz z końcem jego kadencji 31 stycznia 2003.
W 2002 w drugiej turze wyboru wybrano go burmistrzem Kamiennej Góry. Faktycznie nie objął stanowiska, oczekując na powołanie do zarządu województwa (co nie nastąpiło) oraz stwierdzenie ważności wyborów do rady miejskiej Kamiennej Góry – zasiadał jedynie w sejmiku dolnośląskim. W efekcie wiosną 2003 radni miejscy wygasili jego mandat, jednak ważność decyzji zakwestionował wojewoda dolnośląski. Zieliński objął ostatecznie stanowisko burmistrza dopiero 30 sierpnia 2003. W 2006 nie ubiegał się o reelekcję, ponieważ rok wcześniej prawomocnie skazano go za prowadzenie samochodu pod wpływem alkoholu. Ponownie kandydował na burmistrza oraz radnego z ramienia własnego komitetu: w 2010 (zajął ostatnie, piąte miejsce) i 2018 (uzyskał przedostatnie, piąte miejsce). W 2019 wystartował do Sejmu z listy KWW Bezpartyjni i Samorządowcy, a w 2024 został kandydatem do sejmiku dolnośląskiego z ramienia KW OK Samorząd.